# КТ-3 (печера)
КТ-3 (рос. КТ-3) — карстова печера в Самаркандській області Узбекистану, на плато Кирктау, східних відрогах Зеравшанського хребта, гірської системи Паміро-Алай. Печера вертикального типу простягання. Загальна протяжність — невідома. Глибина печери становить 23 м. Категорія складності проходження ходів печери — 1.